# Закукливание злаков

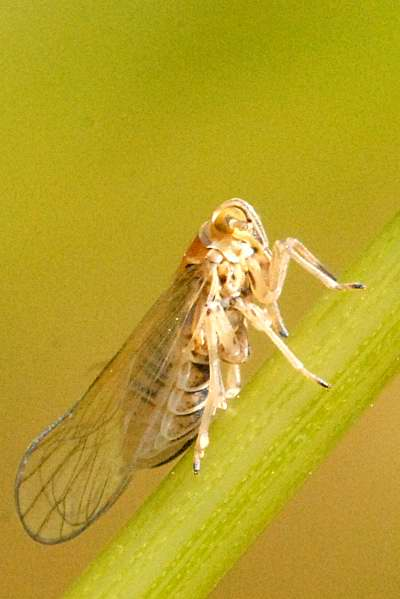
Цикадка Laodelphax striatellus

Закукливание — вирусная болезнь растений семейства злаков.
Поражает как культурные, так и дикорастущие злаки. Наиболее часто встречается закукливание овса, вызываемое вирусом Avena virus 1. Этот же вирус поражает пшеницу, ячмень, кукурузу, просо, рис, пырей, мышей и пр.
Закукливание овса проявляется в том, что поражённые растения отстают в росте (становятся карликовыми) и начинают чрезмерно куститься. На растении образуется множество мелких бледных побегов; на листьях возникают продольные жёлтые пятна или светло-зелёные штрихи; соцветия недоразвиты; наблюдается пролиферация колоса. У пшеницы и ячменя симптомами заболевания являются мозаичность листьев и чрезмерное кущение. У кукурузы — те же признаки и скручивание листьев спиралью. Продуктивность сельскохозяйственных культур резко падает или отсутствует вовсе.
Переносчиком вируса является тёмная цикадка Laodelphax striatellus. Вирус зимует в корнях пырея или полыни, а также в теле зимующих личинок цикадки; в семенах и почве он не сохраняется. Весной, в период вегетации злаков и вылета цикадки, происходит заражение растений вирусом.
Меры борьбы — посев в оптимальные сроки, уничтожение насекомых-переносчиков и сорных растений — резерваторов вируса, опрыскивание инсектицидами, севооборот.